# Батцецег Батмунхіїн
Пані Батцецег Батмунхіїн (монг. Батмөнхийн Батцэцэг; 9 грудня 1973, Баянхонгор) — монгольська політична діячка, Міністр закордонних справ Монголії (з 2021).

## Життєпис
Народилася 9 грудня 1973 року в провінції (аймаку) Баянхонгор. У 1992 році закінчила школу № 13 місті Дархан. У 1996 році отримала бакалавра Інституту міжнародних відносин Монгольського державного університету. У 2000 році отримала ступінь BBA в Інституті фінансів і економіки (Монголія). У 2005 році отримала ступінь МВА в Маастрихтській школі менеджменту (Нідерланди). Володіє англійською та російською мовами.
З 2007 року працювала головою ради директорів ТОВ «Мунхіїн усег груп» (2007—2015); радником генерального секретаря Монгольської народної партії (2010—2011); начальником відділу зовнішніх зв'язків та співробітництва, Монгольської народної партії (2011—2012); радником міністра фінансів із зовнішньої політики (2015—2016); віцеміністром закордонних справ Монголії (2016—2020).
29 січня 2021 року призначена міністром закордонних справ Монголії в уряді Лувсаннамсраїн Оюун-Ердене.